# International Tropical Timber Organization
Die International Tropical Timber Organization (kurz ITTO; englisch für Internationale Organisation für tropisches Holz) ist eine Internationale Organisation, die sich für die Erhaltung und nachhaltige Nutzung der tropischen Regenwälder einsetzt.

## Geschichte
ITTO gründete sich auf das am 18. November 1983 in Genf unter der Federführung der Welthandels- und Entwicklungskonferenz ausgehandelte Internationale Tropenholz-Übereinkommen, das 1987 in Kraft trat. An seine Stelle trat 1997 ein neues Übereinkommen vom 26. Januar 1994; ein wiederum neues Übereinkommen vom 27. Januar 2006 befindet sich noch in der Ratifikationsphase. Sitz der Organisation ist Yokohama (Japan), wo ein 35-köpfiges Sekretariat das jeweils in Kraft befindliche Übereinkommen implementiert; daneben entsendet sie Regionalvertreter nach Lateinamerika und Afrika.
Wie in internationalen Rohstofforganisationen üblich, sind in der ITTO sowohl Produzenten- als auch Abnehmerländer vertreten; zu den letzteren zählen auch Deutschland, Österreich und die Schweiz. Ihre Mitglieder repräsentieren etwa 80 % der weltweiten Regenwälder und 70 % des weltweiten Handels mit entsprechenden Hölzern.
Seit ihrem Bestehen hat die Organisation mehr als 800 Projekte mit einem Volumen von über 300 Millionen US-Dollar finanziert. Die Gelder hierfür werden auf freiwilliger Basis an die ITTO geleistet – zum größten Teil von den Regierungen von Japan, der Schweiz, der Vereinigten Staaten und der Niederlande sowie der Europäischen Union.